# أداليموماب
أداليموماب (بالإنجليزية: Adalimumab) هو جسم مضاد وحيد النسيلة مصدره بشري بالكامل يعد ثالث مثبط عامل نخر الورم يقر استخدامه في الولايات المتحدة بعد إنفلاكسيماب وإيتانرسبت. يستخدم لعلاج التهاب المفاصل الروماتويدي (Rheumatoid arthritis)، والصدفية والتهاب المفاصل الصدفي(psoriasis and psoriatic arthritis )، والتهاب الفقار اللاصق (ankylosing spondylitis ) ، ومرض كرون (Crohn's disease)، وغيرها من الأمراض يوصى بالاستخدام بشكل عام فقط للأشخاص الذين لم يستجيبوا للعلاجات الأخرى. تدار عن طريق الحقن تحت الجلد.

## التسويق والاسم التجاري
تنتجه وتسوقه شركة أبوت للأدوية تحت اسم هوميرا (Humira)، حيث إن أصل التسمية جاءت من أوائل كلمات (Human Monoclonal Antibody in Rheumatoid Arthritis) والتي تعني: جسم مضاد وحيد النسيلة بشري في التهاب المفاصل الروماتويدي.

## الاستخدامات
- التهاب المفاصل الروماتويدي
- داء كرون[3]
- صداف اللوحي[4]
- التهاب المفاصل الصدافي[5]
- التهاب الفقار المقسط[6]
- التهاب المفاصل الرثياني الشبابي
- التهاب القولون التقرحي[7] أقرت إدارة الغذاء والدواء استخدامه في الحالات المعتدلة إلى الشديدة في البالغين.[8]

### التهاب المفاصل الروماتويدي
لقد ثبت أن عقار أداليموماب يقلل من علامات وأعراض التهاب المفاصل الروماتويدي المعتدل إلى الشديد لدى البالغين. حيث يمكن استخدامه بمفرده أو بالاشتراك مع الأدوية المضادة للروماتيزم المعدلة لسير المرض (DMARD). وقد ثبت أيضًا فعاليته في التهاب المفاصل اليفعي مجهول السبب لدى الأطفال الذين تتراوح أعمارهم بين أربع سنوات وما فوق، ويستخدم لعلاج هذه الحالة. في التهاب المفاصل الروماتويدي، يُستطب للاستخدام بمفرده، أو مع الميثوتركسيت أو الأدوية المماثلة، في الولايات المتحدة منذ عام 2002. له فعالية مماثلة للميثوتريكسيت، ويضاعف معًا تقريبًا معدل استجابة الميثوتريكسيت وحده.

### التهاب المفصل في الصدفية
في عام 2003، بدأ عقار أداليموماب يخضع لتجارب لاستخدامه في علاج الصدفية والتهاب المفاصل الصدفي.

### التهاب الفقار القسطي
لقد ثبت أن عقار أداليموماب يقلل من علامات وأعراض التهاب الفقار القسطي عند البالغين، وقد تمت الموافقة عليه لعلاجه.

## مرض كرون
ثبت أن عقار أداليموماب يقلل من علامات وأعراض مرض كرون المعتدل إلى الشديد الدرجة. تمت الموافقة عليه لهذا الاستخدام في المملكة المتحدة منذ عام 2009.

## وصلات خارجية
- HUMIRA موقع رسمي
- myHUMIRA موقع رسمي
- Google Timeline Search
- Humira أعراض جانبية تمت ملاحظتها وتسجيلها لمنظمة الغذاء والدواء